# VCHA
GIRLSET (antes conocido como VCHA) es un grupo femenino multinacional formado y administrado bajo JYP Entertainment y Republic Records a través del programa de supervivencia America To Korea o también conocido como A2K y actualmente consta de cuatro miembros: Camila, Lexi, Kendall y Savanna. Debutaron oficialmente el 26 de enero de 2024 con el lanzamiento del sencillo Girls of the Year.

## Etimología
El nombre del grupo «VCHA» fue ideado directamente por J.Y. Park, enfocándose en la pronunciación en coreano de la palabra «비춰» (bichwo), que significa «nueva luz» en coreano «iluminar brillantemente el mundo».

## Historia

### Predebut: A2K y Sencillos
A2K (America2Korea) es un reality show de competencia estadounidense creado en el año 2023. La serie es un proyecto conjunto entre JYP Entertainment y Republic Records con la intención de crear el primer grupo de chicas estadounidense con un sistema de K-pop.El 22 de septiembre de 2023, se revelaron las identidades de las seis miembros del grupo en la final, las ganadoras fueron Lexus, KG, Camila, Savanna, Kaylee y Kendall. Horas después del término del programa lanzaron el sencillo digital previo al debut titulado "SeVit (New Light)" que incluye las canciones que interpretaron en la misión final del programa, las cuales fueron “Y.O.Universe”, “Go Getter“ y “ Know Me Like That”. El 1 de diciembre lanzaron otro sencillo de titulado “Ready for the World” el cual es la canción principal de A2K, al final del videoclip de la canción se reveló que el debut oficial del grupo será el 26 de enero del 2024.

### 2024-presente: Debut y Redebut como GIRLSET
El grupo finalmente debutó el 26 de enero del 2024 con el sencillo “Girls of the Year”, 1 hora después de su debut hicieron un live dando a conocer el nombre oficial del fandom llamado Vlights, rato después JYP Entertainment anunció que las chicas de VCHA serían las teloneras de Twice en sus conciertos en México con fechas el 2 y 3 de febrero. El 11 de marzo, se anunció que Kaylee estaría en un hiatus debido a su condición de salud hasta nuevo aviso. El 15 de marzo, el grupo lanzó un nuevo sencillo titulado "Only One" junto con un videoclip perfomance bajo el mismo nombre. 
El 7 de diciembre de 2024, la miembro KG dio a conocer vía Instagram que ella dejaría JYP Entertainment, al mismo tiempo demandando a los últimos.
El 11 de julio de 2025, Kaylee, miembro del grupo, indicó su salida de la agrupación y de JYP Entrertaiment a través de su recién creada cuenta de Instagram.
El 6 de agosto JYP Entertainment terminó borrando en las cuentas oficiales de la agrupación el contenido compartido sobre VCHA y las miembros restantes (Camila, Savanna, Kendall y Lexi), abrieron sus cuentas personales de Instagram y eliminaron el contenido de VCHA en todas sus redes sociales. 
Finalmente, el 7 de agosto del 2025, JYP Entertainment anunció que van a redebutar a las 4 miembros en un nuevo grupo llamado 'GIRLSET' que deburará próximamente con su sencillo "Commas" el 29 de agosto del 2025, dándole fin a la agrupación de VCHA. 

## Discografía
| Título                | Año  | Album / EP                              | Notas   |
| --------------------- | ---- | --------------------------------------- | ------- |
| «Y.O.Universe»        | 2023 | SeVit (New Light)                       |         |
| «Go Getter»           | 2023 | SeVit (New Light)                       |         |
| «Know Me Like That»   | 2023 | SeVit (New Light)                       |         |
| «Ready for the World» | 2023 | Ready for the world                     |         |
| «Girls of the Year»   | 2024 | Sencillo que no forma parte de un álbum | Debut   |
| «XO call me»          | 2024 | Sencillo que no forma parte de un álbum | Debut   |
| «Only One»            | 2024 | Only One                                |         |
| «Favorite Girl»       | 2024 | Only One                                |         |
| «Commas»              | 2025 | Sencillo que no forma parte de un álbum | Redebut |

## Conciertos

### Participación en conciertos
- TWICE 5th World Tour 'Ready To Be' (Mexico, Brazil y Las Vegas) (2024)